# Liste der Biografien/Zab
Liste der Biografien |
Portal Biografien |
Personensuche
# |
A |
B |
C |
D |
E |
F |
G |
H |
I |
J |
K |
L |
M |
N |
O |
P |
Q |
R |
S |
T |
U |
V |
W |
X |
Y |
Z |
?
 
Za |
Zb |
Zc |
Zd |
Ze |
Zf |
Zg |
Zh |
Zi |
Zj |
Zk |
Zl |
Zm |
Zn |
Zo |
Zr |
Zs |
Zu |
Zv |
Zw |
Zy |
Zz
 
Zaa |
Zab |
Zac |
Zad |
Zae |
Zaf |
Zag |
Zah |
Zai |
Zaj |
Zak |
Zal |
Zam |
Zan |
Zao |
Zap |
Zaq |
Zar |
Zas |
Zat |
Zau |
Zav |
Zaw |
Zax |
Zay |
Zaz
Die Liste der Biografien führt alle Personen auf, die in der deutschsprachigen Wikipedia einen Artikel haben. Dieses ist eine Teilliste mit 129 Einträgen von Personen, deren Namen mit den Buchstaben „Zab“ beginnt.

## Zab

### Zaba
- Zaba, Matt (* 1983), kanadischer Eishockeytorwart
- Za'ba, Pendeta (1895–1973), malaiischer Intellektueller
- Zababa-šuma-iddina († 1157 v. Chr.), kassitischer Herrscher von Babylon
- Zabache, Wladimiro Bas (* 1929), spanischer Jazzmusiker
- Zabala, Andrés de († 1780), spanischer Architekt
- Zabala, Bruno Mauricio de (1682–1736), spanischer Politiker
- Zabala, César (1961–2020), paraguayischer Fußballspieler
- Zabala, Diego (* 1991), uruguayischer Fußballspieler
- Zabala, José (* 1999), argentinischer Mittelstreckenläufer
- Zabala, Juan Carlos (1911–1983), argentinischer Marathonläufer
- Zabala, Martín (* 1999), chilenischer Sprinter
- Zabalegi, Maider (* 1976), spanische Musikerin der Band Alaitz eta Maider (Baskenland)
- Zabaleta, Mariano (* 1978), argentinischer Tennisspieler
- Zabaleta, Nicanor (1907–1993), spanischer Harfenist
- Zabaleta, Pablo (* 1985), argentinischer FußballspielerPablo Zabaleta (* 1985)

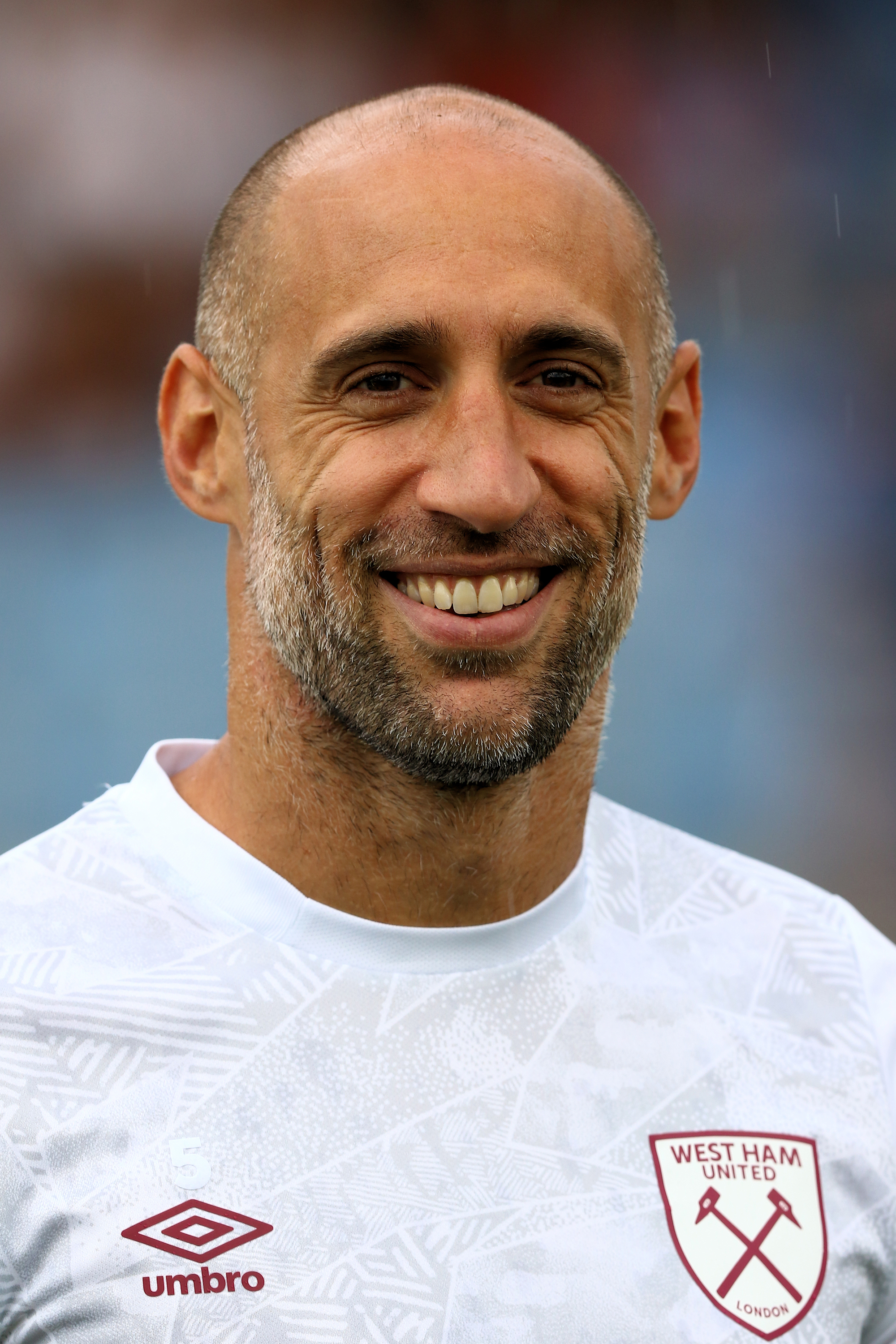
Pablo Zabaleta (* 1985)

- Zabaleta, Patxi (* 1947), spanischer Anwalt, Politiker und Schriftsteller baskischer nationalistischer Ideologie
- Zabaleta, Susana (* 1964), mexikanische Sängerin und Schauspielerin
- Zaballa, Constantino (* 1978), spanischer Radrennfahrer
- Zaballa, Pablo (* 2000), spanischer Eishockeyspieler
- Zaballa, Pedro (1938–1997), spanischer Fußballspieler
- Zaban, Jair (* 1930), israelischer Politiker, Minister
- Zabarauskas, Nerijus (* 1971), litauischer Basketballspieler und -trainer
- Zabarella, Francesco (1360–1417), italienischer römisch-katholischer Geistlicher, Bischof von Florenz und Kardinal
- Zabarella, Jacopo (1533–1589), italienischer Philosoph und Hochschullehrer
- Zabasajja, Willy († 2006), ugandischer Schachspieler
- Zabavník, Radoslav (* 1980), slowakischer Fußballspieler
- Zabavníková, Gabriela (* 1983), slowakische Badmintonspielerin
- Zabawska, Daria (* 1995), polnische Diskuswerferin
- Zabawska, Krystyna (* 1968), polnische Kugelstoßerin

### Zabb
- Zabbara, Nersès (* 1969), syrischer Geistlicher, armenisch-katholischer Erzbischof von Bagdad

### Zabc
- Zabcı, Kayra (* 2000), türkische Schauspielerin
- Zabczyk, Jerzy (* 1941), polnischer Mathematiker

### Zabd
- Zabdas, Bischof von Jerusalem

### Zabe
- Zabé, Alexis, mexikanischer Kameramann
- Zabe, Margarete (1877–1963), deutsche Politikerin (SPD), MdHB
- Zabecki, David T. (* 1947), US-amerikanischer Militärhistoriker
- Zabel, Ades (* 1963), deutscher Schauspieler und Travestiekünstler
- Zabel, Albert (1834–1910), deutscher Komponist und Harfenvirtuose
- Zabel, Andreas (* 1971), deutscher Ringer
- Zabel, Arthur (1891–1954), deutscher Gewerkschafter und Politiker (SPD), MdL
- Zabel, Auguste (1808–1884), Stifterin in Gera
- Zabel, Benno (* 1969), deutscher Rechtswissenschaftler
- Zabel, Christian (* 1976), deutscher Journalist und Hochschullehrer
- Zabel, Christopher (* 1988), deutscher Punk-Rockbassist und Komponist
- Zabel, Detlef (* 1933), deutscher Radrennfahrer
- Zabel, Elfriede (1885–1944), deutsche Hausfrau und Opfer der NS-Kriegsjustiz
- Zabel, Erik (* 1970), deutscher RadrennfahrerErik Zabel (* 1970)

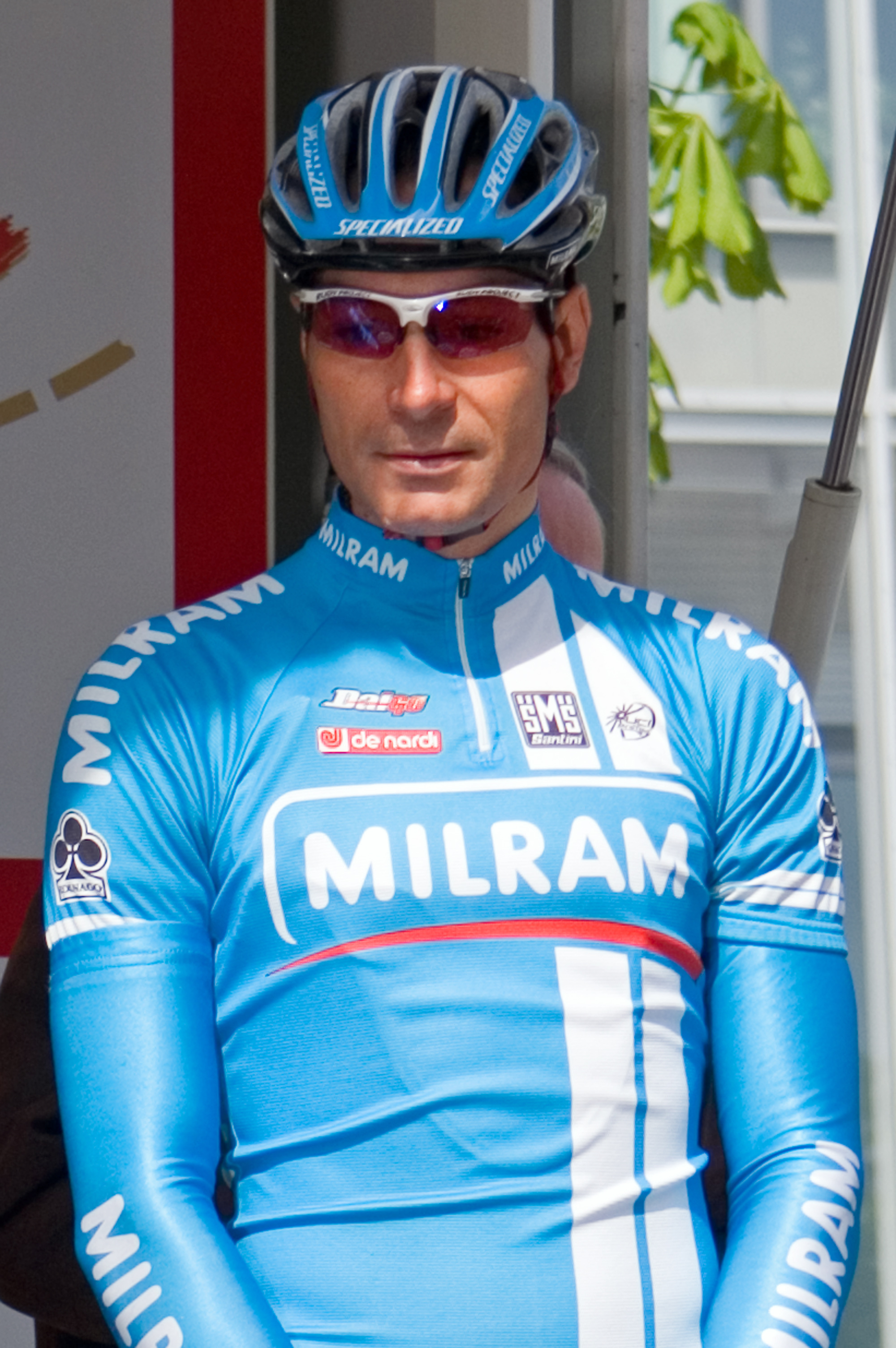
Erik Zabel (* 1970)

- Zabel, Eugen (1851–1924), deutscher Schriftsteller und Journalist
- Zabel, Günter (1926–2020), deutscher Pädagoge und Politiker (SPD), MdL
- Zabel, Hermann (1832–1912), deutscher Botaniker
- Zabel, Hermann (1935–2020), deutscher Germanist
- Zabel, Johann (1585–1638), deutscher Jurist und Bürgermeister
- Zabel, Lucian (1893–1936), deutscher Grafiker
- Zabel, Manfred (* 1938), deutscher evangelischer Theologe und Sozialethiker und theologischer Anthropologe
- Zabel, Mark (* 1973), deutscher Kanute
- Zabel, Rick (* 1993), deutscher RadrennfahrerRick Zabel (* 1993)

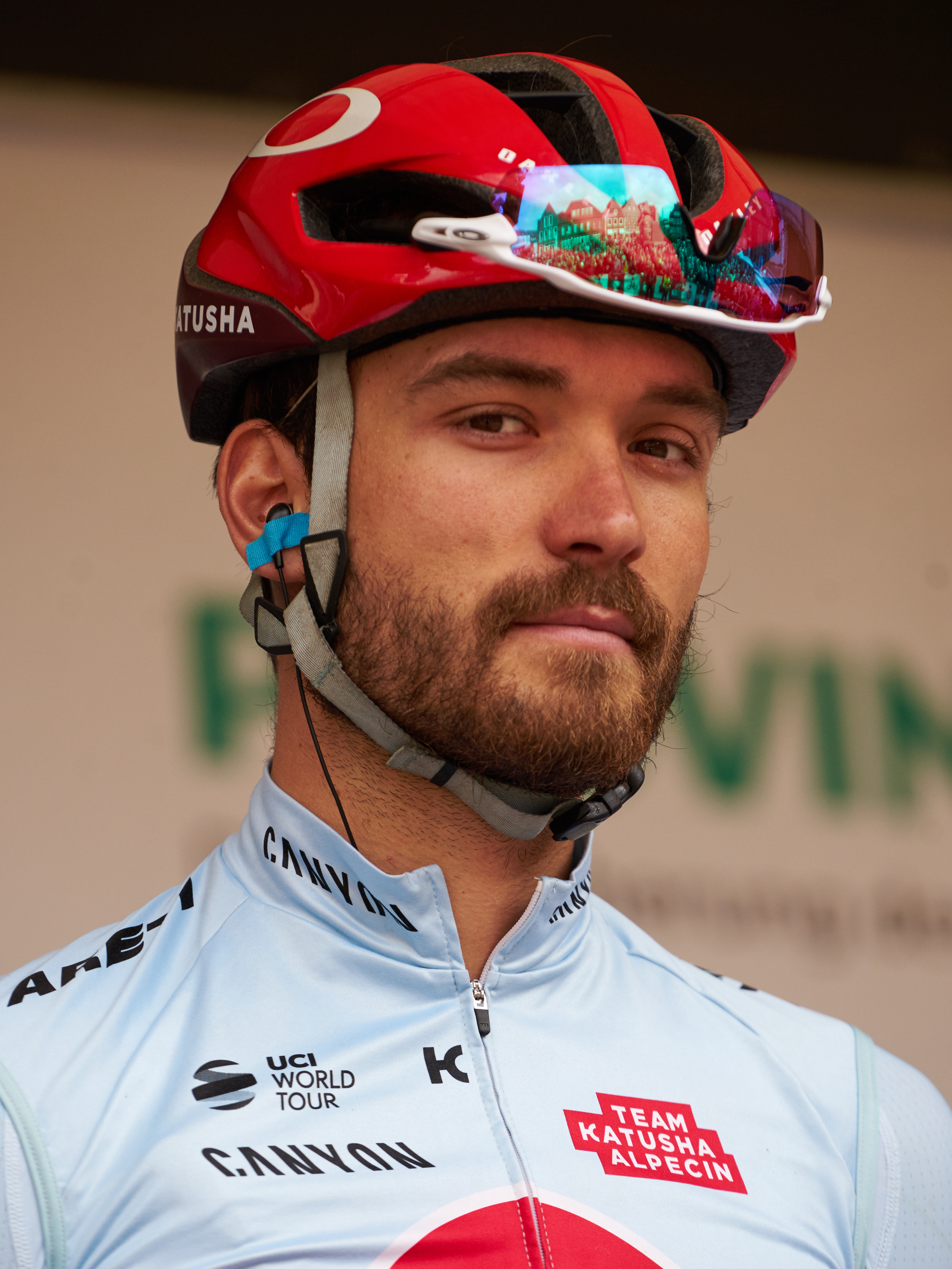
Rick Zabel (* 1993)

- Zabel, Rudolf (* 1876), deutscher Schriftsteller und Journalist
- Zabel, Tony (* 1971), schwedischer Eishockeytrainer
- Zabel, Volkmar (* 1968), deutscher Bauingenieur
- Zabel, Werner (1894–1978), deutscher Augenarzt und Alternativmediziner
- Zabelka, Mia (* 1963), österreichische Komponistin, E-Violinistin und Vokalistin
- Zabell, Sandy (* 1947), amerikanischer Hochschullehrer und Technikhistoriker
- Zabell, Theresa (* 1965), spanische Regattaseglerin
- Zabeltitz, Bernhard von, Besitzer von Gut Vetschau
- Zabeltitz, Ernst von (1871–1953), deutscher Rittergutsbesitzer und Parlamentarier
- Zabeltitz, Friedrich Ernst von (1723–1773), Oberst und Chef des Grenadier-Bataillons Nr. 6
- Zabeltitz, Johann Ernst von (1729–1791), preußischer Generalmajor und Chef des Dragoner-Regiments Nr. 7
- Zabergan, Herrscher der Kutriguren
- Zabern, Karl Theodor von (1807–1864), deutscher Druckereibesitzer
- Zabern, Max von (1903–1991), deutscher Politiker
- Zabern, Theodor von (1771–1832), deutscher Buchdrucker und Verleger

### Zabi
- Žabić, Milica (* 1994), serbische Judoka
- Zabiela, James (* 1979), englischer DJ
- Zabiela, Vytautas (1930–2019), litauischer Jurist und Politiker, Mitglied des Seimas
- Zabielski, Jerzy (1897–1958), polnischer Säbelfechter
- Zabierzowski, Zygmunt (1916–1978), polnischer Sprinter und Leichtathletiktrainer in Polen und Kuba
- Zabine (* 1974), österreichische MusikerinZabine (* 1974)

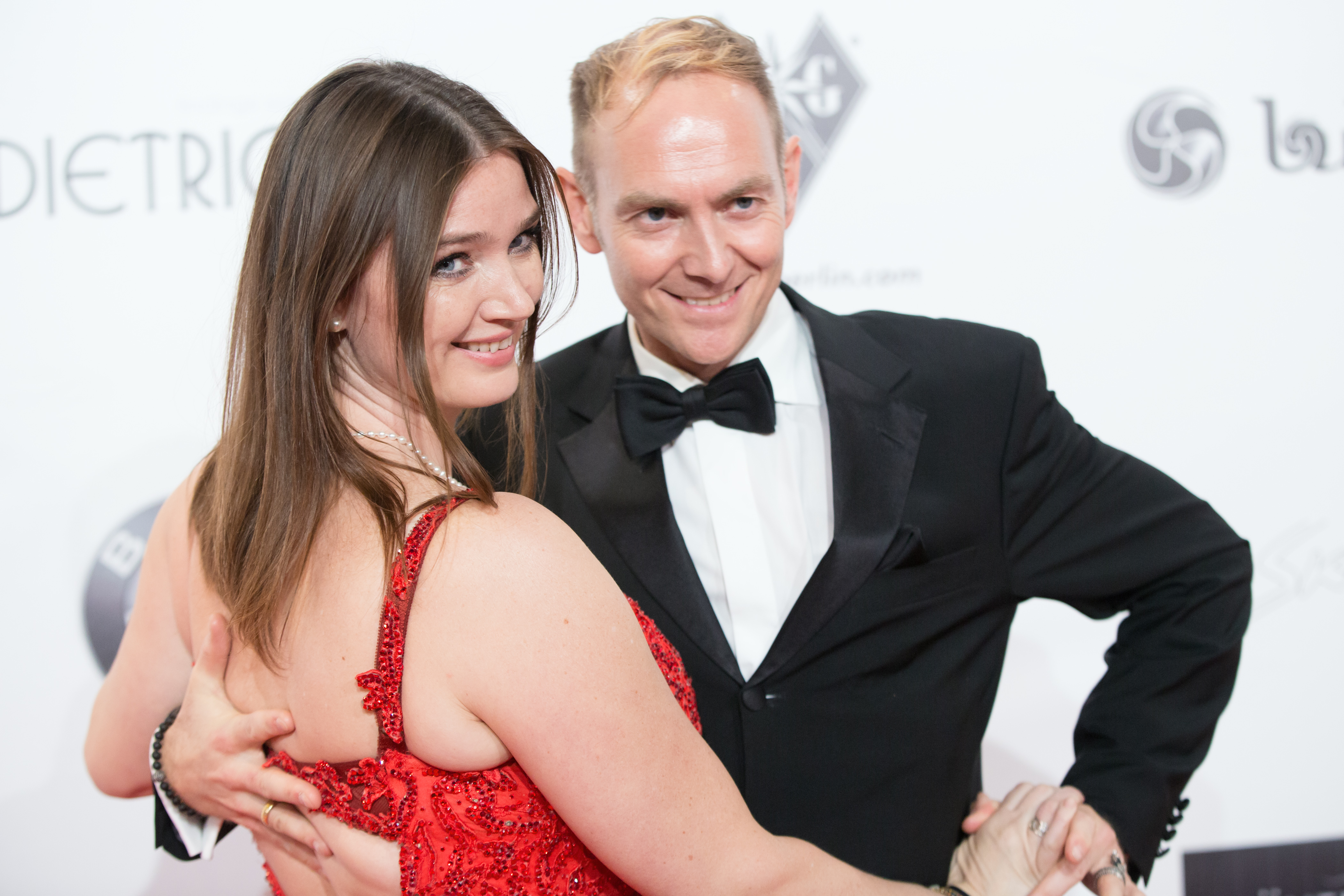
Zabine (* 1974)

- Żabiński, Jan (1897–1974), polnischer Zoologe
- Żabiński, Krzysztof (1953–2024), polnischer Elektroingenieur, Politiker, Mitglied des Sejm und Unternehmer
- Żabiński, Leszek (1947–2019), polnischer Wirtschaftswissenschaftler

### Zabk
- Žabka, Jozef (* 1975), slowakischer Radrennfahrer
- Zabka, Thomas (* 1959), deutscher Erziehungswissenschaftler
- Zabka, William (* 1965), US-amerikanischer SchauspielerWilliam Zabka (* 1965)

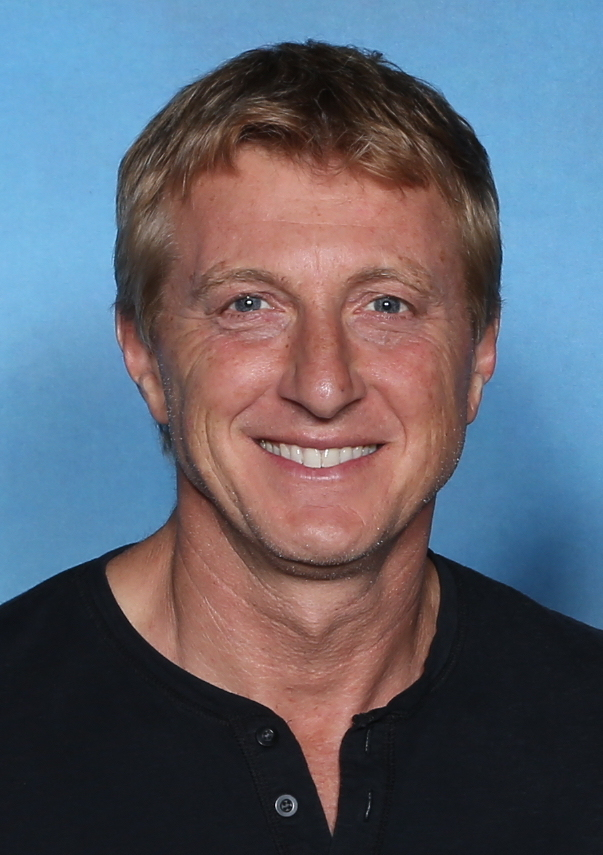
William Zabka (* 1965)

- Zabkar, Iva, österreichische Komponistin und Sound Designerin
- Žabkar, Josip (1914–1984), jugoslawischer Geistlicher, römisch-katholischer Erzbischof und Diplomat des Heiligen Stuhls

### Zabl
- Zablatnik, Pavle (1912–1993), österreichischer Geistlicher- und Ethnologie
- Zablocki, Clement J. (1912–1983), US-amerikanischer Politiker
- Zablocki, Courtney (* 1981), US-amerikanische Rennrodlerin
- Zabłocki, Franciszek (1752–1821), polnischer Dramatiker und Satiriker
- Zabłocki, Jakub (1984–2015), polnischer Fußballspieler
- Zabłocki, Wojciech (1930–2020), polnischer Säbelfechter und Architekt
- Zabludovsky, Abraham (1924–2003), mexikanisch-polnischer Architekt
- Zabludovsky, Jacobo (1928–2015), mexikanischer Journalist
- Zabludowicz, Anita (* 1960), britische Kunstsammlerin, Galeristin und Mäzenin
- Zabludowski, Misha, deutscher Tischtennisspieler

### Zabo
- Zabo, Ben (* 1979), malischer Afrobeat-Musiker
- Záboji, Péter (1943–2015), ungarischer Industriemanager und Business Angel
- Zabolotny, David (* 1994), deutsch-polnischer Eishockeytorwart
- Zabolow, Chetag Nikolajewitsch (* 1991), russischer Ringer
- Zaborowski, Cathrine (* 1971), norwegische Fußballspielerin
- Zaborowski, Holger (* 1974), deutscher Philosoph
- Zaborowski, Horst (* 1926), deutscher Politiker (BGD)
- Zaborowski, Karol (* 1983), deutscher Fußballspieler
- Záborská, Anna (* 1948), slowakische Politikerin (KDH), MdEP
- Záborský, Jonáš (1812–1876), slowakischer Dichter, Dramatiker, Priester und Schriftsteller
- Záborský, Tomáš (* 1987), slowakischer Eishockeyspieler
- Záborszky, Gábor (1950–2023), ungarischer Maler und Graphiker
- Žabot, Vlado (* 1958), slowenischer Schriftsteller und Publizist
- Zabotin, Wladimir Lukianowitsch von (1884–1967), ukrainisch-deutscher Maler
- Zaboura, Nadia (* 1979), deutsche Sozialpsychologin und SoziologinNadia Zaboura (* 1979)

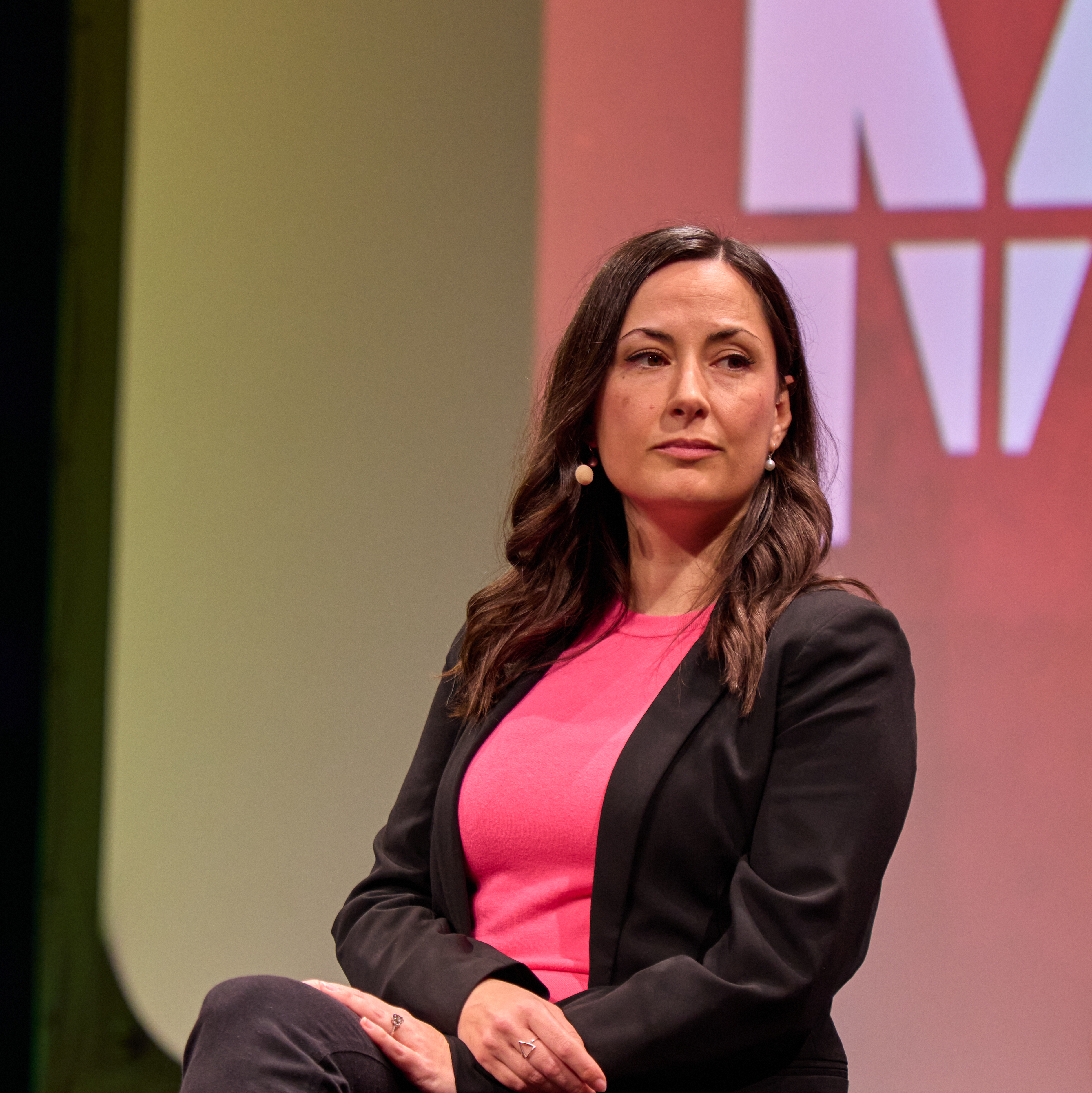
Nadia Zaboura (* 1979)

### Zabr
- Zábrana, Jan (1931–1984), tschechischer Schriftsteller, Dichter und Übersetzer
- Zabransky, Valentin (* 2007), österreichischer Fußballspieler
- Zábranský, Vlastimil (1936–2021), tschechischer Maler, Zeichner, Grafiker und Humorist
- Zabriski, Helen (1910–1998), US-amerikanische Badmintonspielerin
- Zabriskie, Christian Brevoort (1864–1936), US-amerikanischer Geschäftsmann und Vizepräsident der Pacific Coast Borax Company
- Zabriskie, David (* 1979), US-amerikanischer RadrennfahrerDavid Zabriskie (* 1979)

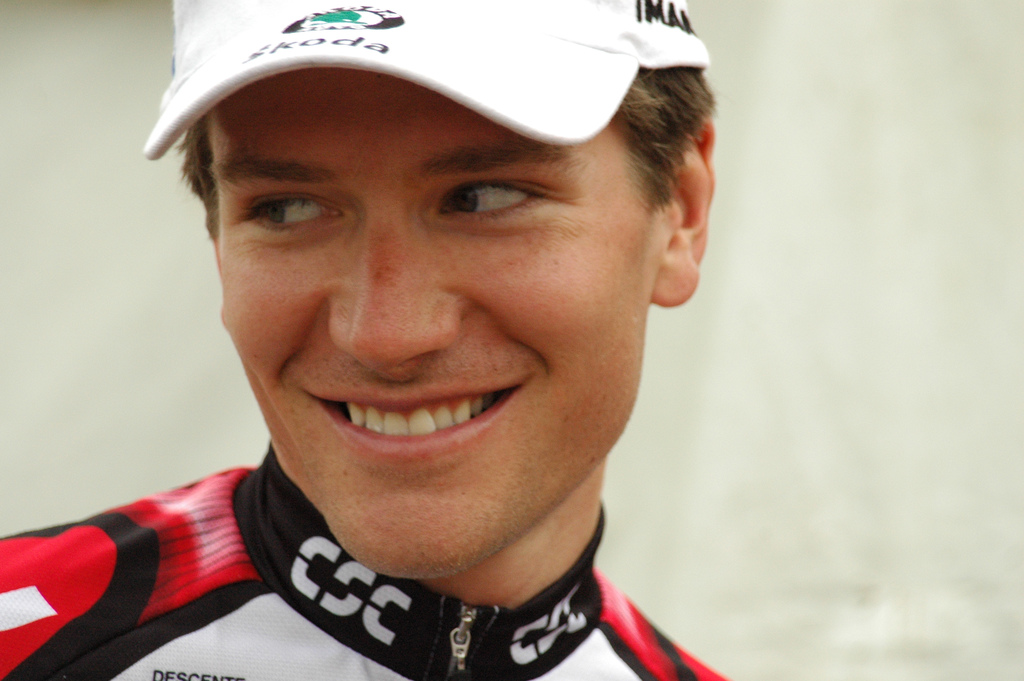
David Zabriskie (* 1979)

- Zabriskie, Grace (* 1941), US-amerikanische Schauspielerin
- Zabrodsky, Alexander (1936–1986), israelischer Mathematiker
- Zábrodský, Vladimír (1923–2020), tschechoslowakischer Eishockeyspieler und -trainer, sowie Tennisspieler

### Zabu
- Zabuesnig, Johann Christoph von (1747–1827), deutscher Schriftsteller und Bürgermeister der Stadt Augsburg (1813–1818)
- Zabukas, Vytenis Albertas (1940–2021), litauischer Politiker und Ingenieur
- Zabulėnas, Arūnas Remigijus (* 1960), litauischer Politiker
- Zabuli, Abdul Majid (1896–1998), afghanischer Politiker und Unternehmer
- Zabulis, Antanas Juozas (* 1962), litauischer Manager
- Zabunyan, Sarkis (* 1938), türkisch-französischer Künstler armenischer Abstammung mit französischer Staatsangehörigkeit
- Zabusky, Norman (1929–2018), US-amerikanischer Physiker

### Zaby
- Zaby, Andreas (* 1968), deutscher Ökonom und Hochschullehrer, Präsident der Hochschule für Wirtschaft und Recht Berlin
- Zabystřan, Jan (* 1998), tschechischer Skirennläufer

### Zabz
- Zabza, Franz (1896–1933), österreichischer Architekt